# Opel Crossland X
L'Opel Crossland X, ribattezzata dal 2020 Crossland in seguito al restyling, è un'autovettura di tipo crossover SUV prodotta dalla casa automobilistica tedesca Opel dal 2017 al 2024. 

## Contesto

### Debutto, nascita e sviluppo
Svelata ai media nel mese di gennaio 2017, è stata presentata ufficialmente al 87º salone dell'automobile di Ginevra nel marzo del 2017 per arrivare nelle concessionarie nel giugno dello stesso anno come erede della Meriva, della quale eredita solo parzialmente la volumetria e le dimensionalità esterne, essendo completamente nuova condividendo meccanica, telaio e motori con modelli di Citroen, Peugeot e DS (si tratta del primo modello dall’acquisizione di Opel da parte della casa francese, nonostante l’accordo di collaborazione tra GM e PSA risalga al 2012), con impostazione di carrozzeria differente essendo l'antenata una monovolume pura, diversamente dalla Crossland che è un crossover SUV con impostazione da monovolume. La produzione è stata avviata il 2 maggio 2017 presso lo stabilimento spagnolo di Saragozza di proprietà Opel.
Già nel dicembre del 2012, oltre a un'utilitaria e un furgone, è stato annunciato dall'azienda tedesca che l'erede della Meriva sarebbe stata creata e sviluppata in collaborazione con il gruppo PSA. Un anno dopo è stato annunciato che la collaborazione non si sarebbe concretizzata nel segmento delle auto piccole, ma sarebbe stata estesa invece la cooperazione solo ai veicoli commerciali leggeri e a una monovolume di segmento B.

### Profilo e tecnica
Si basa sulla piattaforma PF1 del Gruppo PSA, pianale condiviso con altri modelli di Citroen, Peugeot e DS. Nel Regno Unito è commercializzata come Vauxhall Crossland X.
Leggermente più piccola della Opel Mokka X, la Crossland non è disponibile con le quattro ruote motrici, poiché la piattaforma PF1 non può ospitare la trazione integrale ma come gli altri modelli di PSA ha come optional il GripControl denominato "IntelliGrip".
I motori sono gli stessi utilizzati da Citroen, Peugeot e DS nei suoi modelli medio-piccoli e sono per il benzina il 1.2 litri EB tre cilindri da 82, 110 e 131 CV, mentre per i diesel è presente il 1.6 litri DV da 99 e 120 CV. In seguito al lancio è arrivata una versione GPL 1.2 litri da 81 CV.

### Design

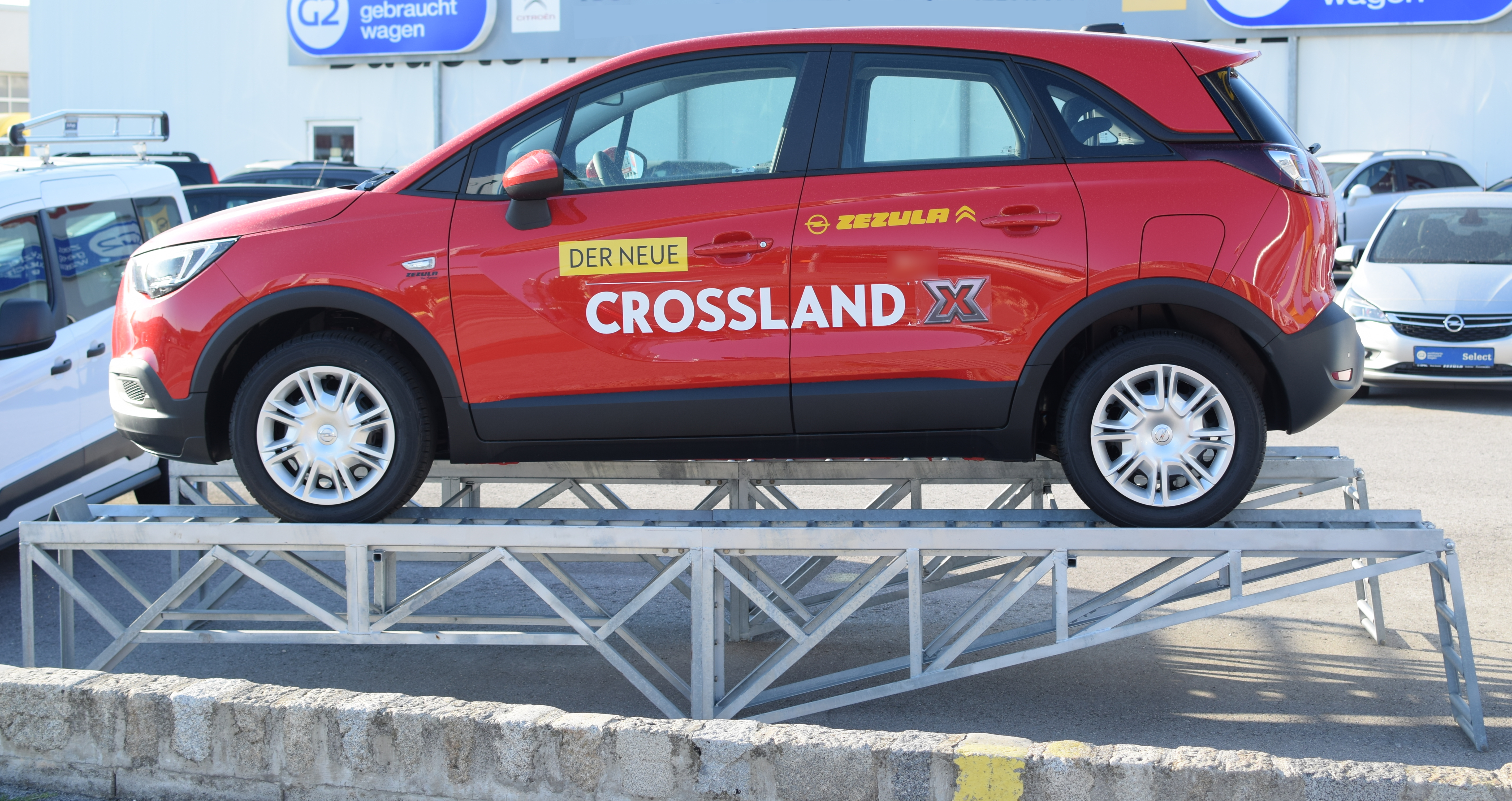
Vista laterale

La Opel Crossland X ha un design totalmente diverso rispetto alla Meriva passando da monovolume a Crossover e portando a un cambiamento nell'impostazione della vettura per la diminuzione delle dimensioni in tutti i campi, nonché del peso di circa 41 kg. 
All'esterno la macchina si presenta come una normale crossover; la parte bassa della macchina e i passaruota sono protetti da delle parti di plastica grezza, ma sia nel frontale che nel posteriore a secondo dell'allestimento si può ottenere il colore delle protezioni di colore diverso. Nel frontale è presente una calandra diversa con listelli orizzontali e con due baffi che "sostengono" al centro il logo Opel. I fari possono essere sia a incandescenza che Full Led. La fiancata porta con sé delle forme morbide anche se non accentuate, la cosa che si nota di più è l'unica linea presente nella fiancata parte sopra lo sportello del carburante arriva fino alla portiera anteriore e ritorna scendendo in basso fino al passaruota posteriore. 
Il posteriore è la parte più caratteristica dell'auto; ha dei fari di normali dimensioni messi in alto che arrivano a toccare il 3° finestrino e a posizionarsi tra tetto e fiancata (anche questi si possono ottenere a LED). Scendendo più in basso troviamo il portatarga alloggiato nel portellone e il paraurti in plastica grezza.
La vettura ha il tetto che viene ripreso dal resto della gamma Opel, in particolare dalla linea al posteriore molto simile a quella di Adam e Astra. quest'ultimo può assumere tre colorazioni a contrasto con la carrozzeria quali Bianco, Argento e Nero.

### Allestimenti
Gli allestimenti sono:
- Crossland: è l'allestimento base e ha di serie cerchi in acciaio da 15", luci diurne a LED, airbag, ESP con Traction control, avviso di superamento di carreggiata, radio R4.0 con Bluetooth e interni in tessuto.
- Advance: ha di serie, in aggiunta alla dotazione dell'allestimento base, cerchi in acciaio da 16", comandi radio al volante, radio R4.0 IntelliLink con display touch screen da 7" e integrazione Android Auto/Apple CarPlay.
- 120 Anniversary: (in occasione dei 120 anni di opel) ha di serie, in aggiunta alla dotazione della Advance, badge 120 Anniversary, cerchi in lega da 16", tappetini 120 Anniversary, luci posteriori a LED, fari anteriori EcoLED, volante in pelle, tetto in colore bianco, nero e grigio.
- Innovation: ha di serie, in aggiunta alla dotazione della 120 Anniversary, cerchi in lega da 16", fari fendinebbia anteriori, pacchetto Sight&Light con sensore pioggia e luminosità, specchietto retrovisore fotoelettrico, climatizzatore bi-zona con controllo elettronico, filtro odori e sensore umidità, info su display a colori da 3.5", sedili in pelle-tessuto, modanature superiori dei finestrini cromate e Skidplate di colore argento.
- Ultimate: è l'allestimento più ricco della gamma e ha di serie, in aggiunta alla dotazione della Innovation, cerchi in lega da 17", vetri posteriori e lunotto oscurati, fari anteriori a LED autoadattivi, navigatore 5.0 IntelliLink 8" con Premium Sound System, telecamera posteriore a 180° con sensori di parcheggio anteriori e posteriori, sistema Keyless, tetto di colore bianco e nero, sedili in pelle con il sedile per il conducente certificato da AGR.

## Restyling 2020

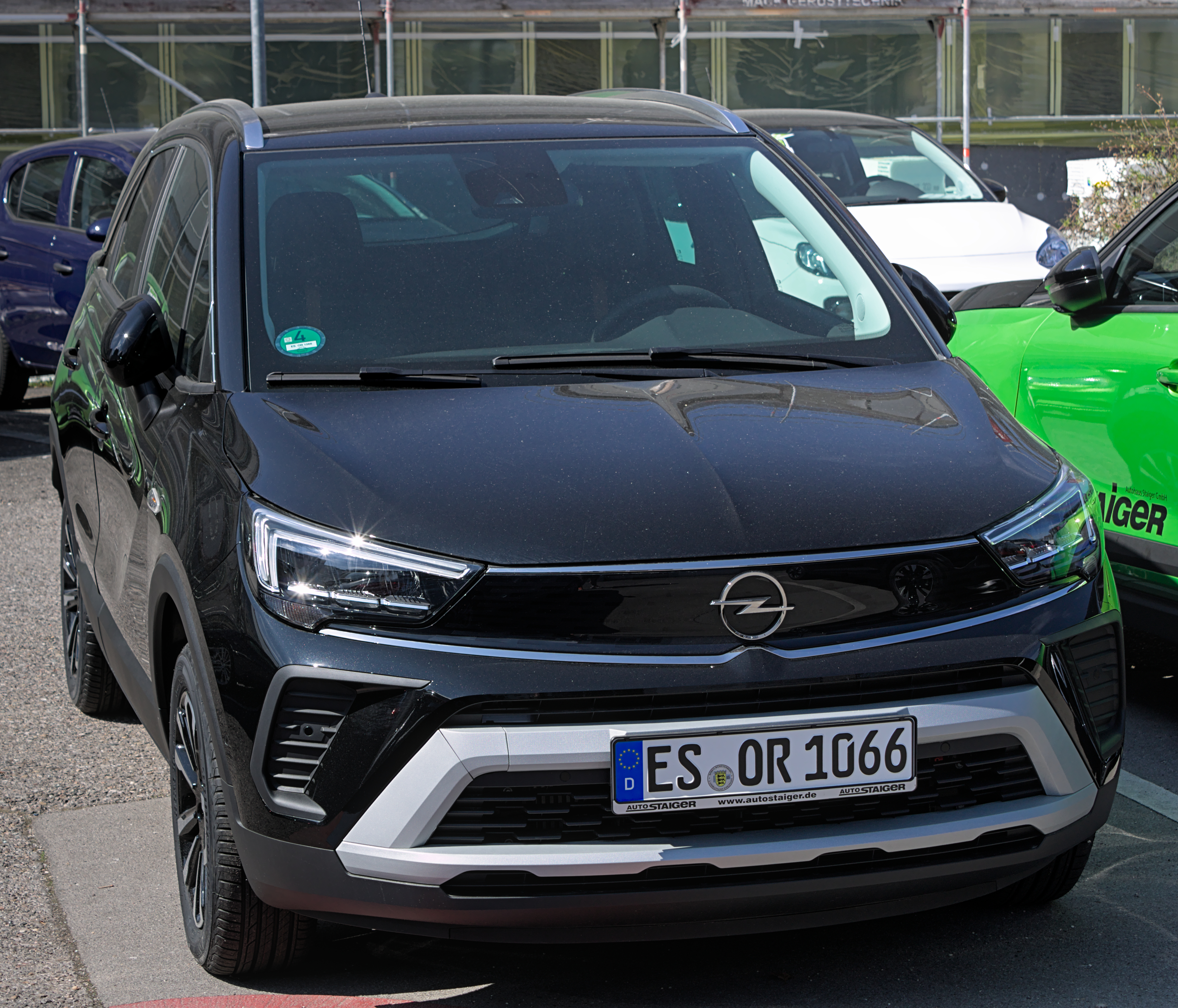
Opel Crossland dopo il restyling

A ottobre 2020 la vettura è stata sottoposta a un restyling sia nel nome, che diventa semplicemente Crossland (perdendo quindi la X), sia nel frontale. Pur essendo già ordinabile, la consegna avverrà nei primi mesi del 2021.
Il frontale adotta lo stile Vizor introdotto dalla seconda generazione della Mokka, il quale unisce, tramite una placca piena di colore nero lucido, i due fari anteriori, circondati da una cromatura col logo Opel al suo interno; tale stile caratterizzerà i futuri modelli della Casa. Anche i paraurti anteriori cambiano, adottando nuove griglie finte ai lati circondate da una cromatura a forma di C e una nuova presa d'aria di maggiori dimensioni circondata totalmente da una plastica satinata.
Nella parte posteriore i fanali diventano più scuri e sono uniti da una fascia nera che riprende lo stile del frontale.
Oltre ai normali allestimenti, viene introdotto l'allestimento GSLine+, che ha di serie cerchi in lega da 17", tetti e portelloni neri, barre sul tetto e gruppi ottici a LED.
I motori rimangono invariati mentre a livello tecnologico debutta l'Intelligrip, che aumenta le capacità della trazione anteriore sui fondi sdrucciolevoli tramite cinque modalità: Normal, Mud, Snow, Sand e ESP off. Le modalità Snow ed ESP off vengono mantenute fino al raggiungimento dei 50 km/h per poi disattivarsi.

## Riepilogo caratteristiche
| Modello              | Cilindrata (cm³) | Motore                       | Potenza (CV/rpm) | Coppia max (Nm/rpm) | Accelerazione 0-100 km/h | Velocita max (km/h) | Consumi (l/100 km) | Emissioni CO₂ (g/km) |
| 1.2 PureTech 12v 90  | 1199             | 3 cilindri in linea, Benzina | 82/5750          | 118/2750            | 14"5                     | 170                 | 6.1-6.5            | 138-146              |
| 1.2 PureTech 12v 110 | 1199             | 3 cilindri in linea, Benzina | 110/5500         | 205/1750            | 10"9                     | 187                 | 6.1-6.4            | 138-145              |
| 1.2 PureTech 12v 130 | 1199             | 3 cilindri in linea, Benzina | 130/5500         | 230/1750            | 10"2                     | 198                 | 5.9-6.7            | 134-151              |
| 1.5 Turbo D 16v 100  | 1499             | 4 cilindri in linea, Diesel  | 102/3750         | 250/1750            | 11"7                     | 178                 | 4.7-4.9            | 122-129              |
| 1.5 Turbo D 16v 120  | 1499             | 4 cilindri in linea, Diesel  | 110/3750         | 300/1750            | 11"5                     | 183                 | 5.1-5.3            | 134-140              |